# Dorcasta quadrispinosa
Dorcasta quadrispinosa är en skalbaggsart som beskrevs av Stefan von Breuning 1940. Dorcasta quadrispinosa ingår i släktet Dorcasta och familjen långhorningar. Inga underarter finns listade i Catalogue of Life.